# 賽爾號大電影2：雷伊與邁爾斯
《賽爾號大電影2：雷伊與邁爾斯》（英語：SeerⅡ），（又名《赛尔号大电影2：圣灵系的王子》）是由上海淘米网络科技有限公司运营的的儿童虚拟社区《赛尔号》改编的第二部同名动画电影，于2012年6月28日在中国大陆公映。电影首周票房破两千万人民币。

## 剧情
圣灵系神兽迈尔斯在被宇宙海盗抓捕前，把珍贵的幻影宝石交给儿子蒙塔，并让他离开幻影星。 远在赫尔卡星的雷伊迅速前往了幻影星。蒙塔被海盗追击，偶然闯入赛尔号，并遇到先锋小队队长赛小息，队友阿铁打、卡璐璐一行人。他们决定帮蒙塔救出爸爸迈尔斯，最终成功解救。

## 配音
- 武艺——雷伊
- 杨梦露——美利图
- 刘钦——汪师傅[6]